# 핫파타이
핫파타이(Happa-tai, 일본어: はっぱ隊, 영어: Green Leaves, 한국어: 나뭇잎 전대)는 2000년 결성된 일본의 디스코 밴드로, 코미디언으로 구성되어 있다. 대표적인 곡으론 Yatta!가 있다.

## 개요

### 결성 원인
핫파타이가 결성되었던 2000년은 당시 잃어버린 10년으로, 경제적으로 많은 어려움을 겪고 있었고 자살율은 상승하고 있었다. 이를 지켜본 코미디언들은 노래로 일본에 웃음을 주자는 목적으로 밴드 결성을 결정하였다.

### 결성
2000년 난바라 키요타카 중심으로 오오키 쥰, 오우치 노보루, 나구라 쥰, 하라다 다이죠, 호리우치 겐 총 6명과 함께 핫파타이를 결성하였다.

### 발매
코미디언들은 음악 작업을 마친 끝에 2001년 4월 18일 노래 Yatta!를 발매하였다. Yatta!는 발매됨과 동시에 높은 판매량를 기록하였으며, 중년층의 자살율이 줄었다고 한다. 또한 Yatta!는 일본 오리콘 차트 6위에 진출하였으며, 인터넷상에서 2차 창작물로 제작되며 문화로 자리잡는 등 Yatta!는 유명세를 얻는다. 핫파타이는 Yatta!로 벌어들인 수익금을 모두 평화 단체에 기부하겠다는 의사를 밝혔다.

### 공연
2003년 3월 14일 지미 키멀쇼에서 라이브 공연을 하였으며, 공연은 ABC에 송출되었다.